# Nadagara inordinata
Nadagara inordinata là một loài bướm đêm trong họ Geometridae.